# Gran Premi Pino Cerami
El Gran Premi Pino Cerami (en francès: Grand Prix Pino Cerami) és una competició ciclista belga que es disputa anualment a la província de l'Hainaut des del 1964.
La cursa fou creada pel Club Ciclista Wasmuellois i va agafar el nom del ciclista belga, però italià de naixement, Pino Cerami. Des del 2005 forma part de l'UCI Europe Tour en la categoria 1.1.
El primer vencedor fou André Noyelle. Gerrie Knetemann, Joop Zoetemelk i Marco Serpellini, amb dues victòries són els ciclistes que més l'han guanyat.

## Palmarès
| Any              | Vencedor               | Segon                | Tercer                    |         |
| ---------------- | ---------------------- | -------------------- | ------------------------- | ------- |
| 1964             | André Noyelle          | Jozef Schils         | Willy Bocklant            |         |
| 1965             | Jan Boonen             | Jan Nolmans          | Willy Van Den Eynde       |         |
| 1966             | Eddy Merckx            | Robert Lelangue      | Frans Brands              |         |
| 1967             | Willy Planckaert       | Carmine Preziosi     | Willy Monty               |         |
| 1968             | Julien Stevens         | Willy Planckaert     | Jan Harings               |         |
| 1969             | Frans Mintjens         | Herman Van Springel  | Harry Steevens            |         |
| 1970             | André Dierickx         | Pol Mahieu           | Willy Monty               |         |
| 1971             | Georges Van Coningsloo | Antoon Houbrechts    | Marian Polansky           |         |
| 1972             | Christian Callens      | Ludo Van Staeyen     | Roger De Vlaeminck        |         |
| 1973             | Ferdinand Bracke       | Rik Van Linden       | Herman Vrijders           |         |
| 1974             | Marc Demeyer           | Dirk Baert           | Rik Van Linden            |         |
| 1975             | Eddy Verstraeten       | Rik Van Linden       | Frans Verbeeck            |         |
| 1976             | Willy Teirlinck        | Frans Verbeeck       | Guido Van Sweevelt        |         |
| 1977             | Jos Jacobs             | Bert Pronk           | Jos Schipper              |         |
| 1978             | Gerrie Knetemann       | Barry Hoban          | Wilfried Wesemael         |         |
| 1979             | Daniel Verplancke      | Mario Mariotti       | Rik Van Linden            |         |
| 1980             | Joop Zoetemelk         | Paul Wellens         | Willy Maessen             |         |
| 1981             | Joop Zoetemelk         | Ad Wijnands          | Ronny Claes               |         |
| 1982             | Ronny Van Holen        | John Herety          | Benjamin Vermeulen        |         |
| 1983             | Bernard Hinault        | Jostein Wilmann      | Guido Van Calster         |         |
| 1984             | Gerrie Knetemann       | Bert Van Ende        | William Tackaert          |         |
| 1985             | Paul Haghedooren       | Marc Madiot          | Ronny Van Holen           |         |
| 1986             | Urs Freuler            | Heinz Imboden        | Federico Ghiotto          |         |
| 1987             | Rolf Sørensen          | Luciano Boffo        | Alfred Achermann          |         |
| 1988             | John Talen             | Stefan Joho          | Rolf Sørensen             |         |
| 1989             | Stefan Joho            | Teun van Vliet       | Benjamin Van Itterbeeck   |         |
| 1990             | Maximilian Sciandri    | Andrei Txmil         | Søren Lilholt             |         |
| 1991             | Andrei Txmil           | Maurizio Fondriest   | Frans Maassen             |         |
| 1992             | Laurent Dufaux         | Frans Maassen        | Maurizio Fondriest        |         |
| 1993 No disputat |                        |                      |                           |         |
| 1994             | Michele Bartoli        | Luca Scinto          | Silvio Martinello         |         |
| 1995             | Fabiano Fontanelli     | Francesco Casagrande | Felice Puttini            |         |
| 1996             | Marco Serpellini       | Beat Zberg           | Felice Puttini            |         |
| 1997 No disputat |                        |                      |                           |         |
| 1998             | Marco Serpellini       | Biagio Conte         | Scott Sunderland          |         |
| 1999             | Fabrizio Guidi         | Biagio Conte         | Miguel Van Kessel         |         |
| 2000             | Jan Bratkowski         | Michel Vanhaecke     | Miguel Van Kessel         |         |
| 2001             | Scott Sunderland       | Roger Hammond        | Fred Rodriguez            |         |
| 2002             | Kirk O'Bee             | Dave Bruylandts      | Serge Baguet              |         |
| 2003             | Bart Voskamp           | Stefano Casagranda   | Gabriele Balducci         |         |
| 2004             | Nico Sijmens           | Martin Elmiger       | Thomas Dekker             |         |
| 2005             | Kai Reus               | Bert De Waele        | Carlos Barredo Llamazales |         |
| 2006             | Sebastian Langeveld    | Johan Coenen         | Bart Dockx                |         |
| 2007             | Luca Solari            | Marco Marcato        | Bert De Waele             |         |
| 2008             | Patrick Calcagni       | Giovanni Visconti    | James Vanlandschoot       |         |
| 2009 No disputat |                        |                      |                           |         |
| 2010             | Jure Kocjan            | Stefan van Dijk      | Marco Marcato             |         |
| 2011             | Bert Scheirlinckx      | Marco Marcato        | Ben Hermans               |         |
| 2012             | Gaëtan Bille           | Romain Feillu        | Jonas Van Genechten       |         |
| 2013             | Jonas Van Genechten    | Romain Feillu        | Andris Smirnovs           |         |
| 2014             | Alessandro Petacchi    | Jonas Van Genechten  | Daniele Colli             |         |
| 2015             | Philippe Gilbert       | Danny van Poppel     | Tom Devriendt             |         |
| 2016             | Jelle Wallays          | Jérôme Baugnies      | Christopher Latham        |         |
| 2017             | Wout van Aert          | Jean-Pierre Drucker  | Dries Devenyns            |         |
| 2018             | Peter Kennaugh         | Jérôme Baugnies      | Benjamin Declercq         |         |
| 2019             | Bryan Coquard          | Benjamin Declercq    | Jakub Mareczko            |         |
| 2020             | suspesa                | suspesa              | suspesa                   | suspesa |
| 2021             | suspesa                | suspesa              | suspesa                   | suspesa |
| 2023             | James Fouche           | Lars Boven           | Marius Macé               |         |
| 2024             | Sente Sentjens         | Tom Van Asbroeck     | Andreas Stokbro           |         |